# Meyriez
Meyriez is een gemeente en plaats in het Zwitserse kanton Fribourg, en maakt deel uit van het district See/Lac.
Meyriez telt 606 inwoners.